# Giovanni Segala
Giovanni Segala (Murano, 3 giugno 1662 – Venezia, 16 ottobre 1717) è stato un pittore italiano.

## Biografia
Fu allievo di Pietro della Vecchia. Ispirandosi all'arte dei contemporanei, in particolare di Gregorio Lazzarini, sviluppò uno stile fluido con colori delicati e luminosità soffusa.
Ha lasciato opere in varie chiese di Venezia e del Bergamasco. Tra il 1688 e il 1692 lavorò al palazzo dei von Platen ad Hannover (opere ora conservate all'Historisches Museum).